# Логойск
Логойск (на беларуски: Логойск; на руски: Логойск) е град в Беларус, административен център на Логойски район, Минска област. Населението на града е 13 099 души (по приблизителна оценка от 1 януари 2018 г.).

## История
За пръв път селището е упоменато през 11 век, основано през 1078 година.

## География
Градът е разположен на 36 км североизточно от столицата Минск.